# 25824 Viviantsang
25824 Viviantsang (tên chỉ định: 2000 DU75) là một tiểu hành tinh vành đai chính. Nó được phát hiện bởi dự án Nghiên cứu tiểu hành tinh gần Trái Đất Lincoln ở Socorro, New Mexico, ngày 29 tháng 2 năm 2000. Nó được đặt theo tên Vivian Connie Tsang, an American high school student whose environmental management project won second place ở the 2009 Giải thưởng Khoa học và Kỹ thuật Intel.